# Pascal Sellem
Pour les articles homonymes, voir Sellem.
Pascal Sellem, né le 31 mai 1964 à Paris, est un acteur et humoriste français connu notamment pour ses caméras cachées.

## Biographie
Issu d'une famille parisienne, et après avoir été refusé à l’école hôtelière, il devient gentil organisateur (GO) au Club Med. De retour à Paris, il crée des sketchs avec un de ses amis, Laurent Baffie.
Il officie notamment sur TF1 pour des caméras cachées. Il participe aussi au succès de la pièce Sexe, Magouilles et Culture générale écrite par Laurent Baffie.
Il s'est investi dans le théâtre après sa carrière télévisuelle.

## Vie privée
Il vit désormais, depuis 2017, à Plouguiel, en Bretagne.
Il a un fils, Paul, qu'il a eu avec Isabelle Brès

## Émissions

### Télévision
- 1986-1990 : Coco Paradise présenté par Stéphane Collaro
- 1990-1992 : Double Jeu présenté par Thierry Ardisson
- 1993 : B.V.P (Baffie Vérifie la Pub) (Canal +) présenté par Laurent Baffie
- 1995-2005 : Sans aucun doute et Les 7 Péchés capitaux présentés par Julien Courbet  (TF1) - 600 caméras cachées
- 1997 : L'Or à l'appel, 237e émission spéciale animateurs TV : candidat
- 2008-2009 : Le Bruno Vaigasse Show (série sur France 5)
- 2009-2011 : En toutes lettres (France 2) présenté par Julien Courbet : candidat
- 2011-2012 : Paris Wermus Paris Cactus - module de micro-trottoir (quotidienne sur France 3)
- 2012 : Un dîner presque parfait (M6) : candidat (du 26 au 30 novembre 2012)
- 2014-2015 : Open Bar avec Laurent Baffie (Énorme TV)

### Radio
- 1992 : Vas-y, fais-nous rire (Matinale) sur Fun Radio - Le Zorglub Circus
- 1992 à 1997 : Micro caché - Europe 2
- 2006 à 2008 : Les Standards de Pascal Sellem - Rire et Chansons - canulars téléphoniques
- 2011 à 2014 : HotMixRadio - l'after works[Où ?]

## Théâtre

### Comédien
- 1985-1990 : Nous on sème ! (Guy Lecluyse et Pascal Sellem) au Petit Casino de Paris (Clown d’or au Festival international du rire à Syracuse, Rideau d’or au Festival de café théâtre d’Evry)
- 2003-1986 : Nos désirs sont désordres (Christian Mousset) - Point Virgule
- 2001-2005 : Sexe, Magouilles et Culture générale de Laurent Baffie, Théâtre du Gymnase, Théâtre de la Renaissance, Théâtre Le Comédia, Tournée France
- Septembre 2011 à juin 2012 : Le Clan des Héritiers (Saul O'Hara) - adaptation Pascal Sellem et Pierre Sauvil
- Juin 2013 à septembre 2013 : Faites comme chez vous de Jean Barbier - adaptation Pascal Sellem
- Octobre 2014 à janvier 2016 + tournée en 2016 : Sans filtre de Laurent Baffie, Théâtre Fontaine
- 2018 : Veuve à tout prix en tournée
- 2018 : Sexe, Magouilles et Culture générale de Laurent Baffie, Le Palace (Paris)

### Metteur en scène
- 2006 : La Véritable Histoire de Zorro  (Pascal Sellem - Cartouche)
- 2007 : Kamel Bennafla - one man show
- 2008 : Thierry Marqut - one man show
- 2010 : Benjy Dotti - one man show
- 2011/2013 : Annabelle Millot - Le quotidien oui, mais pas tous les jours
- 2013/2014 : Claudio Lemmi- Un Italien à Paris (one man show)

## Filmographie

### Cinéma
- 2003 : Les Clefs de bagnole de Laurent Baffie
- 2005 : Iznogoud
- 2023 : Un jour pas comme les autres(court-métrage) de Pascal Lastrajoli : Le voisin Hubert

### Télévision
- 2007 : Joséphine, ange gardien, épisode 38 Ticket gagnant : un serveur de bar

### Publicités
- 1996 : Malabar[6]
- 1996 : Mercedes[réf. nécessaire]
- 1997 : Vizir[réf. nécessaire]

### Doublage

#### Cinéma

##### Films
- 2009 : L'Attaque du métro 123 : Emri (Robert Vataj)
- 2009 : Transformers 2 : La Revanche : voix additionnelles
- 2011 : Transformers 3 : La Face cachée de la Lune : voix additionnelles
- 2016 : Hors contrôle : Keanu (Kumail Nanjiani)

##### Films d'animation
- 2006 : Cars : Fillmore (George Carlin)
- 2006 : La Ferme en folie : Eddie (S. Scott Bullock)
- 2007 : Bee Movie : Drôle d'abeille : Moustak le moustique (Chris Rock)
- 2008 : Kung Fu Panda : Zeng (Dan Fogler)
- 2011 : Cars 2 : Fillmore (Lloyd Sherr)
- 2017 : Cars 3 : Fillmore (Lloyd Sherr)

#### Télévision

##### Série d'animation
- 2008-2014 : Cars Toon : Fillmore
- 2011 : Le Petit Prince, épisode La Planète de l'Oiseau de Feu : Shin-Joh
- 2014-2016 : Calimero : Pierrot
- 2021 : Deer Squad : Les Super-cerfs : Ian
- 2024 : Transformers : EarthSpark : Cosmos

#### Jeux vidéo
- 2006 : Cars : Quatre Roues : Fillmore
- 2007 : Cars : La Coupe internationale de Martin : Fillmore
- 2011 : Cars 2 : Fillmore
- 2013 : Disney Infinity : Fillmore

## Autres activités
- En 2004, avec Universal, il présente Le Foot en Délire[Quoi ?].
- En 2009, il incarne l'un des personnages principaux dans Eject une parodie de [REC] de Jean-Marc Vincent[7].
- En 2010, il présente Le Foot en Délire 2e Mi-Temps en compagnie de plusieurs invités tels que le rugbyman Abdelatif Benazzi, le chanteur Gilbert Montagné, le top-model Adriana Karembeu, ...

## DVD
DVD de Pascal Sellem avec Universal :
1. Les Caméras cachées de Sans aucun doute
2. Les Caméras cachées des 7 péchés capitaux
3. Pascal Sellem ses caméras cachées les plus bonnes !
4. Pascal Sellem fait vraiment n'importe quoi !
5. Le Foot en délire
6. Le Foot en délire deuxième mi-temps